# Karl Koopman
Pour les articles homonymes, voir Koopman.
Karl Koopman (1er avril 1920-22 septembre 1997) est un zoologiste américain ayant notamment étudié les chauves-souris, Il travaille de nombreuses années au département de mammalogie du Muséum américain d'histoire naturelle de New York. Plusieurs noms d'espèces lui ont été dédiés, comme Monticolomys koopmani, Rattus koopmani et Sturnira koopmanhilli.